# Nicolas Vinokourov
Pour les articles homonymes, voir Vinokourov.
Nicolas Vinokourov, né 7 juillet 2002, est un coureur cycliste kazakhstanais.

## Biographie
Il est le fils du cycliste Alexandre Vinokourov. Son jumeau Alexandre Vinokourov est également coureur cycliste.

## Palmarès
- 2019

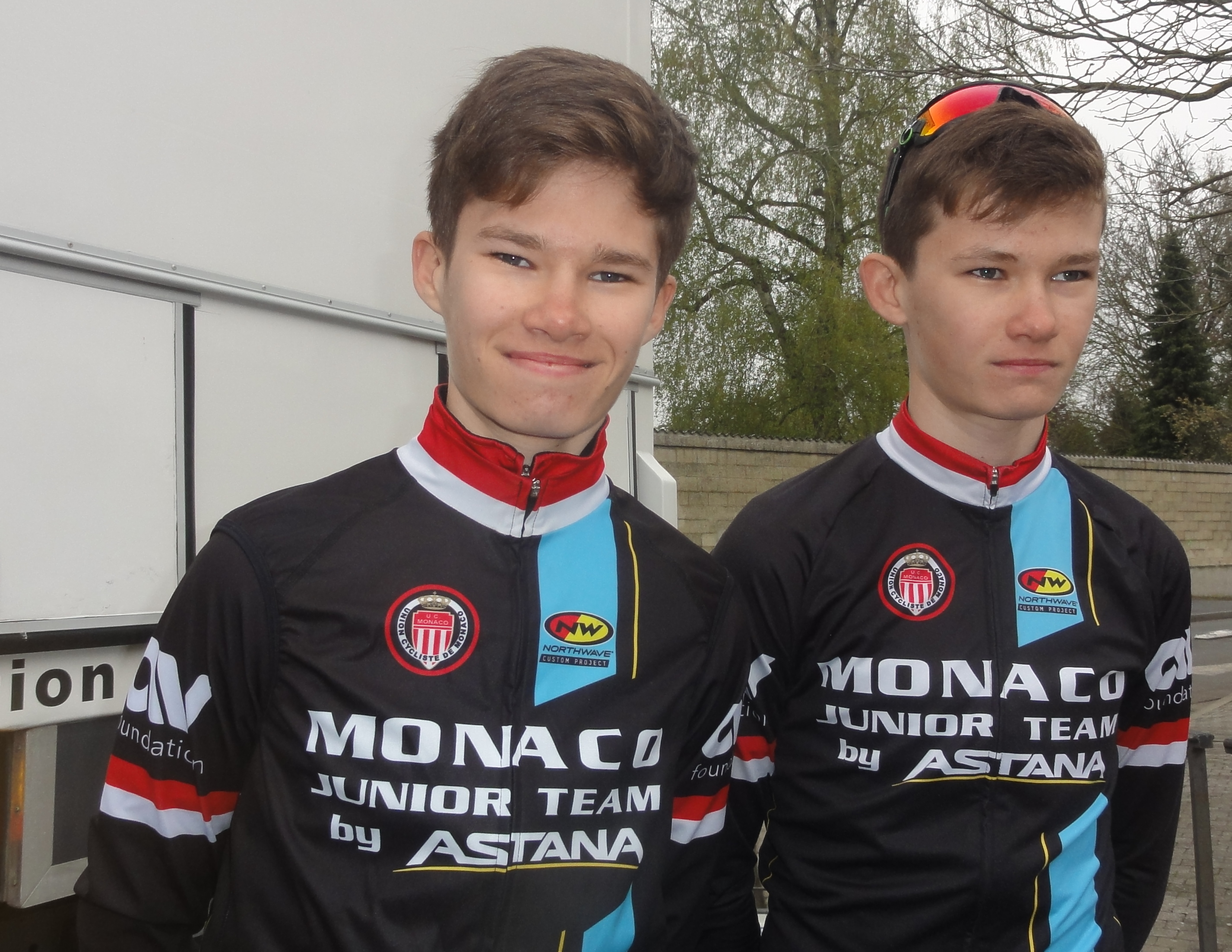
Les deux frères Vinokourov, en 2019.

  - 2e du championnat du Kazakhstan sur route juniors
- 2022
  -  Champion du Kazakhstan sur route espoirs
  -  Médaillé de bronze du championnat d'Asie sur route espoirs[2]
  - 3e du championnat du Kazakhstan du contre-la-montre espoirs
- 2023
  -  Champion du Kazakhstan sur route espoirs
  - 2e du Tour de Van
  - 3e du Tour d'Istanbul
- 2024
  -  Champion d'Asie du contre-la-montre espoirs
  - 5e étape du Tour du Japon

## Résultats sur les grands tours

### Tour d'Espagne
1 participation
- 2024 : 128e

## Classements mondiaux
| Année                                 | 2021  | 2022 | 2023 | 2024 |
| ------------------------------------- | ----- | ---- | ---- | ---- |
| Classement mondial                    | 2339e | 441e | 642e | 456e |
| UCI Asia Tour                         | 181e  | 11e  | 38e  | 13e  |
|                                       |       |      |      |      |
| Légende : nc = non classéSource : UCI |       |      |      |      |